# García de Caamaño de Mendoza
García de Caamaño de Mendoza (Galicia, s. m. XV - Rubianes (Villagarcía de Arosa), enero de 1540), noble y militar español. Era hijo de García de Caamaño el Hermoso, señor de Villagarcía, y de su segunda mujer, Inés de Mendoza y Sotomayor.
Participó en la conquista de Granada como capitán de los Reyes Católicos. En 1478 heredó los patrimonios de su padre, entre los cuales estaban los lugares y puertos de Villagarcía, Rubianes, Vista Alegre, Arealonga y Barrantes, y el 4 de febrero de 1535 el rey Carlos I le concedió el título de i señor de la Casa de Rubianes. En 1508 solventó amigablemente el pleito que su linaje mantenía con el monasterio de San Martín Pinario.
Contrajo matrimonio con Constanza Sánchez de Bendaña —hija de Vasco Guillelmes, regidor de Noya, y de Clara Oanes, hermana del obispo Diego de Muros I—, del cual nacieron siete hijos. Entre ellos el primogénito García Rodríguez de Caamaño (su sucesor), Álvaro de Sotomayor (que recibió las casas de Vista Alegre y Barrantes) y Rodrigo de Mendoza, abad de Teverga.
García de Caamaño otorgó su última disposición el 31 de diciembre de 1539 y falleció en los primeros días del mes de enero de 1540. Fue enterrado, al igual que su esposa, en la capilla mayor de la nueva conventual franciscana de la villa de Noya, cuyo traslado ellos mismos habían costeado.